# Lou Loeber

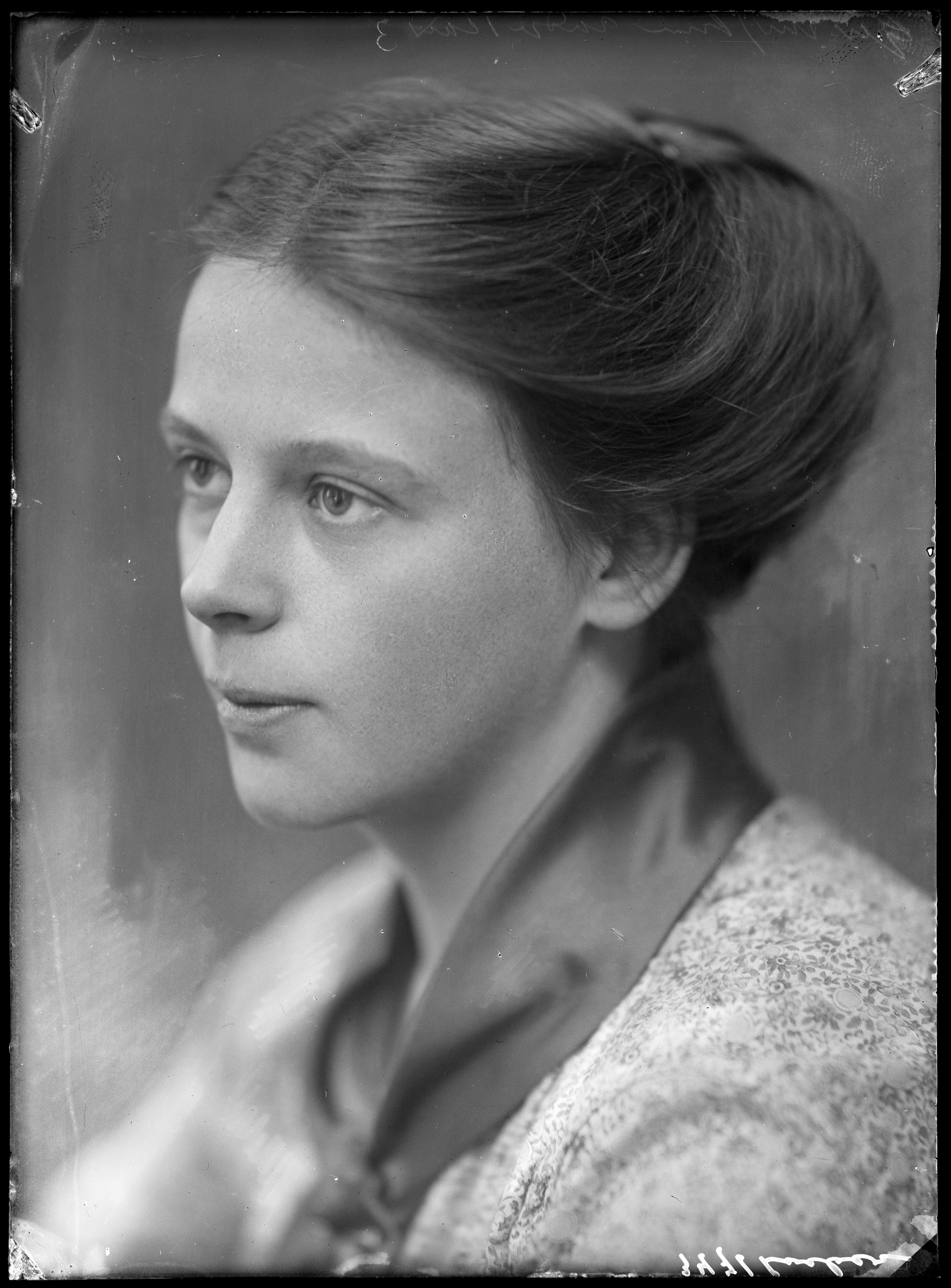
Lou Loeber, 1936

Louise „Lou“ Loeber (* 3. Mai 1894 in Amsterdam; † 2. Februar 1983 in Blaricum) war eine niederländische Malerin, Aquatintastecherin, Zeichnerin, Grafikerin und Illustratorin.

## Leben
Lou Loeber wuchs als ältestes Kind des Papierfabrikanten Carl Gerhard Loeber (1865–1950) und seiner Frau Charlotte Landré (1869–1936) zusammen mit zwei Schwestern und vier Brüdern in einem wohlhabenden großbürgerlichen und liberal protestantischen Elternhaus in Amsterdam auf.
1901 zog die Familie in die Villa Zonnehoef, die Gerhard Loeber an der Grenze zwischen Laren und Blaricum auf dem Gelände des Landgutes „Jagtlust“ der Familie Landré hatte bauen lassen. Die Kinder besuchten gemeinsam mit denen des Malers August Le Gras die von ihrem Vater und Le Gras gegründete Volksschule, die bis 1907 im Zonnehoef untergebracht war. Lou Loeber verlebte eine unbeschwerte Kindheit in einem liberalen, musik- und kunstinteressierten Umfeld. Ihre Schwestern Miep und Lot spielten Klavier, der Bruder Jan Cello, sie selbst Violine. Durch die guten Kontakte ihres Vaters zu den Künstlern der Larener Schule der benachbarten Künstlerkolonie hatte sie schon früh Einblick in die Künstlerszene von Laren und Blaricum und entwickelte durch Atelierbesuche und Ausstellungen eigene künstlerische Ambitionen. Sie nahm Kunstunterricht bei Salomon Garf, Co Breman und Lizzy Schouten.

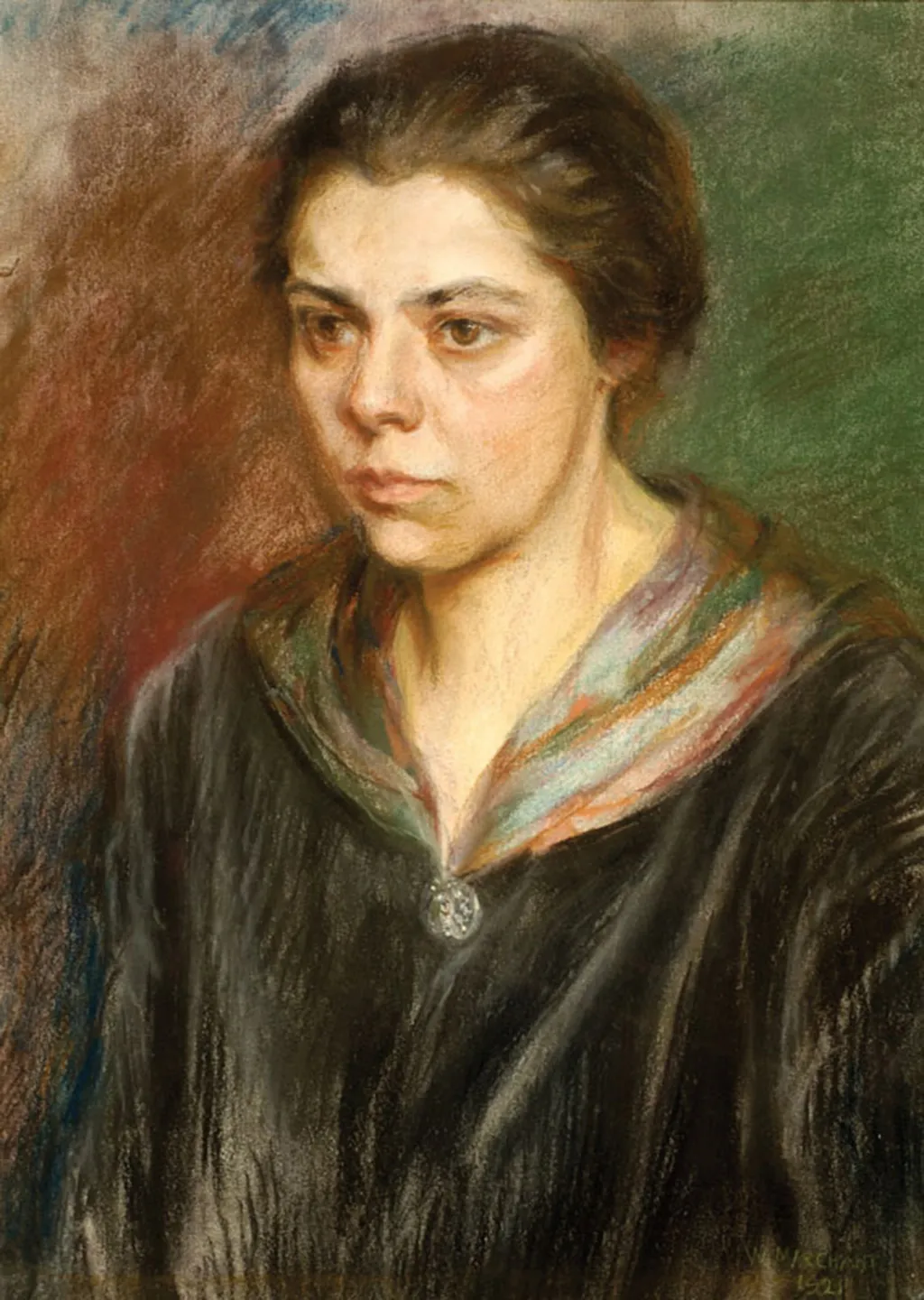
Porträt Lou Loeber von Mien Marchant, 1921

Loeber besuchte die Middelbare meisjesschool (Höhere Mädchenschule) und nahm 1913 bis 1915 zur Vorbereitung auf die Aufnahmeprüfung an der Rijksakademie van beeldende kunsten in Amsterdam bei August Le Gras Unterricht im Zeichnen und Malen. Nach einem Fehlversuch studierte sie von 1915 bis 1918 dort und wohnte in dieser Zeit im Mädchenpensionat der sozial engagierten Suze Bauer, die sie in arme Stadtviertel mitnahm. Lou Loeber freundete sich mit ihren Kommilitoninnen Elly Tamminga und Tine Denninghoff Stelling an sowie mit der Schriftstellerin Carry van Bruggen. 1916 belegte sie einen Kurs bei dem Maler G. van Haecht, der im impressionistischen Stil arbeitete. Sie hatte unter anderem bei Carel Lodewijk Dake und Martin Monnickendam Zeichenunterricht und Malunterricht bei Nicolaas van der Waay. Nach zwei Jahren beendete Loeber das offiziell vierjährige Studium, weil es ihr zu konservativ war.
Zurück in Blaricum arbeitete Loeber in ihrem Atelier, das ihr Vater für sie im Garten von Zonnehoef gebaut hatte. 1919 bis 1920 nahm sie Unterricht bei dem Larener Maler Hans van Santen und Jan Sluijters. Sie fühlte sich von sozialistischen Ideen angezogen und beschäftigte sich mit avantgardistischen Kunstauffassungen von Piet Mondrian, Albert Gleizes und Le Corbusier. Der Maler und Schriftsteller Toon Verhoef (1893–1979) brachte ihr die Prinzipien von Kubismus und De Stijl nahe. Ab den 1920er Jahren hatte Loeber ihre ersten Ausstellungen und unternahm mehrere Studienreisen. Darunter waren unter anderem 1922 ein mehrmonatiger Aufenthalt in Eisenach, eine Reise durch Spanien und Portugal 1924 sowie Ferienaufenthalte in Belgien 1923 und 1926.
1925 trat Loeber der Sociaal-Democratische Arbeiderspartij (SDAP) (Vorgängerpartei der Partij van de Arbeid) bei und war 1927 Mitgründerin des Sozialistische Kunstenaarskring (SKK), dem auch Peter Alma, Fré Cohen und Gerd Arntz angehörten. Im selben Jahr besuchte Loeber wegen ihres Interesses für das Bauhaus Dessau und traf mit Walter Gropius zusammen. Außerdem illustrierte sie das Kinderbuch Goldene Schmetterlinge von Simon Franke. In der vom SKK 1930 organisierten internationalen Ausstellung „Sozialistische kunst heden“ im Amsterdamer Stedelijk Museum sah Loeber den „Beweis für die Kohärenz eines wirklich lebendigen Sozialismus mit modernem Design“. Vier Jahre später löste sich die SKK aufgrund des nachlassenden Interesses auf.
Loeber war bis 1928 Mitglied der Vereeniging van Beeldende Kunstenaars Laren-Blaricum und von 1929 bis 1931 des „De Gooische Kunstkring Laren“.

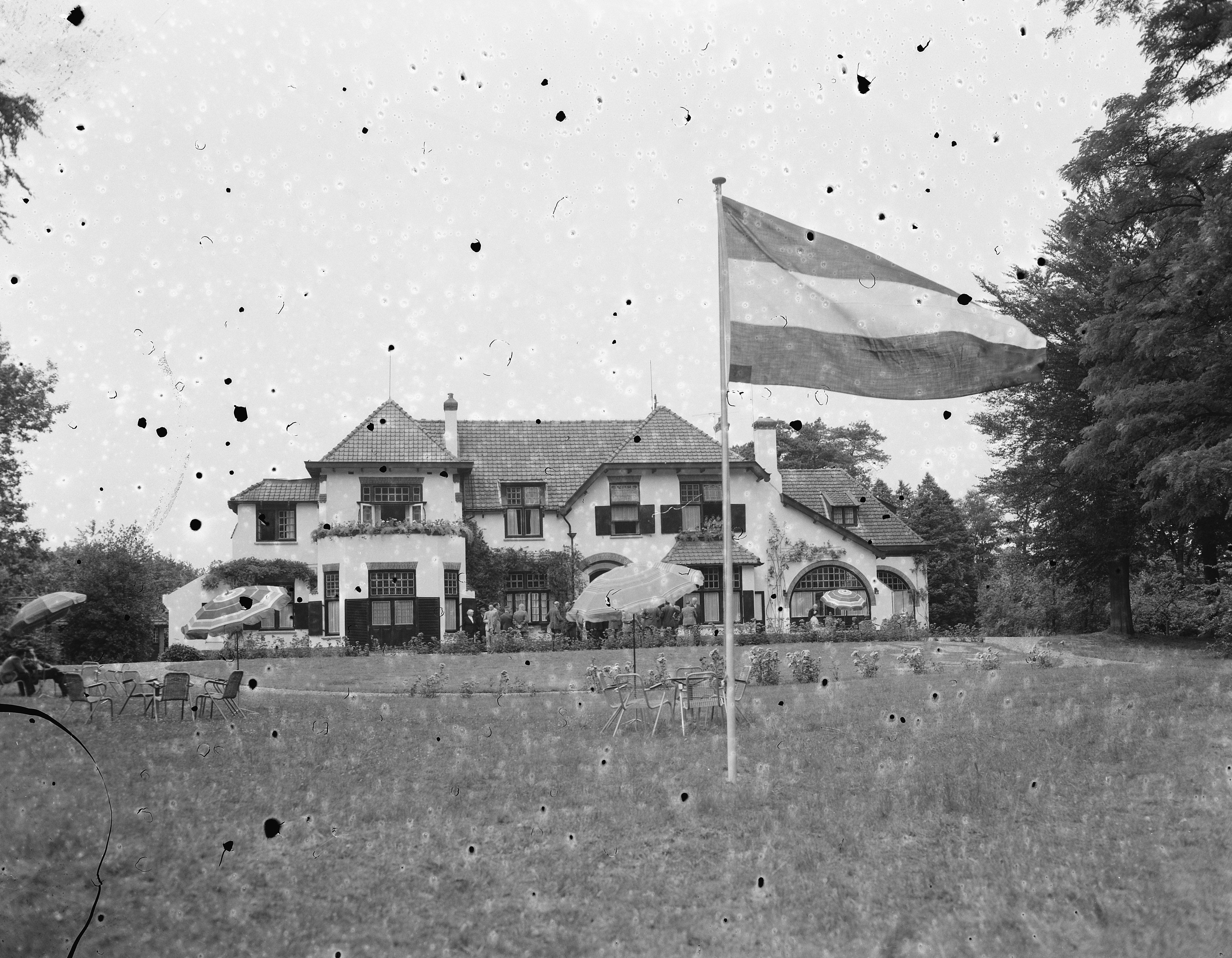
Villa Zonnehoef (1955)

1927 hatte Loeber den Maler und Astrologen Dirk Koning (1888–1978) kennengelernt, als dieser nach Blaricum gezogen war. Koning war wie sie selbst Pazifist und Sozialist und teilte als Vegetarier und Abstinenzler ihren Lebensstil. Sie heirateten 1931 und lebten zunächst im eigenen Haus mit Gartenatelier in Blaricum, ab 1934 im Zonnehoef, der in zwei Häuser aufgeteilt worden war. Während des Krieges kümmerten sie sich um Untergetauchte und pflegten Konings an Tuberkulose erkrankte älteste Tochter aus einer früheren Ehe, die 1945 starb. 1955 zog das Paar in ein Haus in der Schoolstraat, ab 1978 lebte Loeber nach dem Tod ihres Mannes im Altersheim De Beukelaar in Blaricum. 1980 veröffentlichte Lou Loeber ihre Memoiren als künstlerisches Vermächtnis. Sie starb am 2. Februar 1983.

## Werk
Lou Loeber malte Landschaften, Stadtansichten, Fabriken, menschliche Figuren und Stillleben, fertigte Zeichnungen, Radierungen, Buchillustrationen, Holz- und Linolschnitte und beschäftigte sich mit Glasmalerei.
Ab Ende 1919 wandte Loeber sich vom Naturalismus ab. Ihre Arbeiten wiesen verstärkt Elemente des Kubismus, von De Stijl und Le Corbusier auf und sie orientierte sich an den Werken von Piet Mondrian und Bart van der Leck. Ab den 1920er Jahren fertigte sie während ihrer Auslandsreisen Skizzen an, die ihr später als Grundlage für zahlreiche Gemälde, insbesondere Landschaften, dienten. Geleitet von dem Ansatz, dass „Kunst verständlich und für ‚das Volk‘ attraktiv“ sein sollte, führte Loeber ab 1920 bis in die 1940er Jahre ihre Landschaften und Gegenstände zunehmend geometrisch-konstruktiv als stark vereinfachte Darstellungen in scharf abgegrenzten Flächen aus, die sie „mit kräftigen, kontrastreichen Farben“ ausfüllte. Dabei versuchte sie, moderne Kunst und Sozialismus zu verbinden und wählte Themen aus der Industrie- und Arbeitswelt. Um den Erwerb ihrer Kunstwerke erschwinglich zu halten, fertigte sie von vielen Bildern Kopien an, um den Preis niedrig zu halten. In ihrem Nachkriegswerk rückte Loeber von ihrem Prinzip der einfachen Formen, Flächen und Farben ab zu Gunsten eines persönlicheren, lyrischen Abstraktionismus.
1988 kaufte der Rijksdienst voor het Cultureel Erfgoed des Ministerie van Onderwijs, Cultuur en Wetenschap acht Gemälde Loebers aus der Zeit von 1915 bis 1925, die die „Entwicklung von ihrer akademischen Arbeit zu ihrer eigenen Art der Abstraktion“ widerspiegelten, darunter Landschaften, Stillleben und ein Selbstporträt von 1921. Werke von Lou Loeber befinden sich im Centraal Museum Utrecht, im Museum De Wieger in Deurne, im Museum Kranenburgh in Bergen, im Rijksprentenkabinet des Rijksmuseum Amsterdam, im Rijksmuseum Twenthe, im Museum für Kunst und Kulturgeschichte in Marburg, im Landesmuseum Hannover, im Sprengel Museum Hannover, der Kunsthalle Hamburg, im Museum Belvédère in Heerenveen, im Singer Laren, im Besitz der Gemeinde Blaricum und in privaten Sammlungen.

## Ausstellungen (Auswahl)
- 1921: erste Ausstellung im Kunstzaal Reddingius, Hilversum[4]
- 1930: Sozialistische kunst heden. Stedelijk Museum, Amsterdam
- 1939: Onze Kunst van Heden. Rijksmuseum Amsterdam
- 1954: Lou Loeber. Kunstzaal Nederveld, Laren
- 1973: Het nieuwe wereldbeeld - het begin van de abstrakte kunst in Nederland, 1910-1925. Centraal Museum Utrecht
- 1974: Singer Laren
- 1980: Lou Loeber. Centraal Museum Utrecht
- 1981: Van Gogh tot Cobra: Nederlandse Schilderkunst 1880 - 1950. Centraal Museum Utrecht
- 1983: Lou Loeber. Frans Hals Museum Haarlem
- 1987: Das Verborgene Museum. Akademie der Künste (Berlin-Hansaviertel)
- 1988: Een nieuwe synthese: geometrisch-abstracte kunst in Nederland 1945. - 1960. Rijksmuseum Twenthe, Enschede
- 1999: Elck zijn waarom. Königliches Museum der Schönen Künste Antwerpen
- 2008: Wunderkammer. Figur und Raum – von Archipenko bis Niki de Saint Phalle. Sprengel Museum, Hannover[9]
- 2008: Vrouwenaanbod, Vrouwen aan bod. Museum Kranenburgh, Bergen[10]
- 2011: Bart van der Leck, Lou Loeber, Wobbe Alkema. Rijksmuseum Twenthe, Enschede[4]
- 2012: Century of the Child: Growing by Design, 1900–2000. Museum of Modern Art[11]
- 2017: Drei Tassen und eine japanische Puppe. Martel Schwichtenberg und Lou Loeber. Das Verborgene Museum, Berlin[12]
- 2018: Lou Loeber. Zwischen De Stijl und Bauhaus. Galerie Brockstedt, Berlin[13]
- 2019: Ein Gefühl von Sommer … Niederländische Moderne aus der Sammlung Singer Laren. Museum Ostwall im Dortmunder U[14]
- 2022: Vrouwenpalet 1900-1950. Haar kunst, Haar verhaal. Museum Dr8888, Drachten und Museum De Wieger (Hendrik-Wiegersma-Haus), Deurne[15]
- 2023: Herausragend! Das Relief von Rodin bis Taeuber-Arp. Hamburger Kunsthalle[16]